# Mycetophila paranervitacta
Mycetophila paranervitacta är en tvåvingeart som beskrevs av Duret 1987. Mycetophila paranervitacta ingår i släktet Mycetophila och familjen svampmyggor. Inga underarter finns listade i Catalogue of Life.